# Coupe de Tunisie de football 2004-2005
Navigation
Coupe de Tunisie 2003-2004 Coupe de Tunisie 2005-2006
La coupe de Tunisie de football 2004-2005 est la 48e édition de la coupe de Tunisie depuis 1956 et la 73e depuis 1923. C'est une compétition à élimination directe mettant aux prises des centaines de clubs de football amateurs et professionnels à travers la Tunisie. Elle est organisée par la Fédération tunisienne de football et ses ligues régionales.
L'Espérance sportive de Zarzis bat en finale l'Espérance sportive de Tunis, remportant ainsi son premier grand titre.

## Résultats

### Premier tour
Le tour comporte 44 matchs réunissant 85 clubs : les quatorze clubs de la Ligue 2, les 28 clubs des deux poules de la Nationale C (Ligue 3) et 43 clubs représentant les ligues régionales (Ligue 4).
- Avenir sportif de Souk Lahad (Ligue 4 Gabès) - Océano Club de Kerkennah (Ligue 3) : 1 - 5
- Safia sportive de Ksour (Ligue 4 Le Kef) - Association sportive de Ghardimaou (Ligue 4 Bizerte) : 0 - 1
- Stade sportif gafsien (Ligue 4 Gafsa) - Aigle sportif de Téboulba (Ligue 4 Monastir) : 3 - 0
- Widad sportif d'El Hamma (Ligue 4 Gabès) - Astre sportif d'Agareb (Ligue 4 Sfax) : 1 - 1 (2 - 3 t. a. b.)
- Astre sportif de Menzel Jemil (Ligue 4 Bizerte) - Enfida Sports (Ligue 3) : 4 - 2
- Sporting Club de Moknine (Ligue 3) - Étoile olympique de Sidi Bouzid (Ligue 3) : 1 - 0
- El Ahly Mateur (Ligue 3) - Grombalia Sport (Ligue 3) : 3 - 1
- Avenir sportif d'El Hencha (Ligue 4 Sfax) - Avenir sportif de Gabès (Ligue 2) : 1 - 7
- Jendouba Sports (Ligue 2) - Stade africain de Menzel Bourguiba (Ligue 3) : 1 - 0
- Football Club de Jérissa (Ligue 3) - Club sportif de Makthar (Ligue 3) : 1 - 4
- Sporting Club de Ben Arous (Ligue 4 Tunis) - Olympique du Kef (Ligue 2) : 1 - 1 (4 - 5 t. a. b.)
- Badr sportif d'El Aïn (Ligue 3) - Stade sportif de Meknassy (Ligue 4 Sfax) : 1 - 0
- Flèche sportive de Ras Jebel (Ligue 4 Bizerte) bat Union sportive de Sidi Bou Ali (Ligue 4 Sousse)
- Flèche sportif de Zéramdine (Ligue 4 Monastir) : Qualifié directement
- Jeunesse sportive kairouanaise (Ligue 2) - El Makarem de Mahdia (Ligue 2) : 3 - 1
- Ennahdha sportive de Jemmal (Ligue 3) - Stade gabésien (Ligue 2) : 0 - 2
- La Palme de Tozeur Avenir (Ligue 4 Gafsa) - Union sportive de Ben Guerdane (Ligue 4 Gabès) : 2 - 3
- Étoile sportive du Fahs (Ligue 3) bat Jeunesse sportive d'El Omrane (Ligue 3)
- Stade sportif sfaxien (Ligue 3) - Club sportif de Khniss (Ligue 4 Monastir) : 6 - 0
- Stade soussien (Ligue 3) - Ettadhamen Sports (Ligue 4 Tunis) : 4 - 0
- Football Club Hammamet (Ligue 4 Sousse) - Club olympique des transports (Ligue 2) : 0 - 1
- Kalâa Sport (Ligue 3) - El Alia Sports (Ligue 4 Bizerte) : Forfait
- Widad sportif du Sers (Ligue 4 Le Kef) - Club sportif de Korba (Ligue 2) : 2 - 4
- Envoi sportif de Regueb (Ligue 3) - Union sportive de Tataouine (Ligue 3) : 2 - 0
- Tahdhib sportif de Skhira (Ligue 4 Sfax) - Association sportive de Djerba (Ligue 2) : 0 - 5
- Club sportif de Chebba (Ligue 3) -  Espoir sportif de Jerba (Ligue 3) : 1 - 3
- Astre sportif de Zaouiet Sousse (Ligue 4 Sousse) - Association Mégrine Sport (Ligue 3) : 2 - 0
- Mouldiet Manouba (Ligue 3) - Avenir sportif de Mohamedia (Ligue 4 Tunis) : 2 - 3
- Espoir sportif de Hammam Sousse (Ligue 2) - Croissant sportif de M'saken (Ligue 4 Sousse) : 0 - 0 (4 - 2 t. a. b.)
- Union sportive de Kélibia (Ligue 4 Sousse) - Association sportive de l'Ariana (Ligue 2) : 1 - 1 (4 - 5 t. a. b.)
- Gazelle sportive de Moularès (Ligue 4 Gafsa) - Nouhoudh sportif de Sidi Alouane (Ligue 4 Monastir) : Forfait
- Club sportif des cheminots (Ligue 4 Tunis) - Avenir sportif d'Oued Ellil (Ligue 4 Tunis) : 1 - 2
- Étoile sportive de Radès (Ligue 4 Tunis) - Éclair de Testour (Ligue 4 Bizerte) : 1 - 0
- Thala Sports (Ligue 4 Le Kef) - Club sportif de Hajeb El Ayoun (Ligue 4 Sousse) : 1 - 1 (4 - 5 t. a. b.)
- Club olympique de Médenine (Ligue 2) - Étoile sportive de Métlaoui (Ligue 3) : 3 - 2
- Club sportif hilalien (Ligue 4 Monastir) - Avenir sportif de Kasserine (Ligue 2) : 1 - 5
- Union sportive de Bousalem (Ligue 3) - En-Nadi Landoulsi (Ligue 4 Bizerte) : 2 - 0
- STIR sportive de Zarzouna (Ligue 2) : Qualifié directement
- Croissant sportif de Redeyef (Ligue 4 Gafsa) - Mine sportive de Métlaoui (Ligue 4 Gafsa) : 1 - 1 (4 - 2 t. a. b.)
- Union sportive de Sbeïtla (Ligue 3) - Espoir sportif de Bouchemma (Ligue 4 Gabès) : Forfait
- Stade sportif de Téboursouk (Ligue 4 Le Kef) : Qualifié directement
- Flambeau sportif d'Essouassi (Ligue 4 Sfax) - Ghomrassen Sports (Ligue 3) : Forfait
- Sfax railway sport (Ligue 3) - Oasis sportive de Chenini (Ligue 4 Gabès) : 1 - 0
- Jeunesse sportive de Tebourba (Ligue 3) - Avenir sportif du Kef-Barnoussa (Ligue 4 Le Kef) : 2 - 0

### Deuxième tour
Le tour, qui est disputé le 21 novembre 2004, réunit 52 clubs : les 44 qualifiés du premier tour et huit clubs de la Ligue 1, alors que les six autres — le Club africain, l'Espérance sportive de Tunis, le Club sportif sfaxien, l'Étoile sportive du Sahel, l'Avenir sportif de La Marsa et le Stade tunisien — sont qualifiés d'office pour les seizièmes de finale.
- Océano Club de Kerkennah - Club athlétique bizertin (Ligue 1) : 0 - 2
- Association sportive de Ghardimaou - Espérance sportive de Zarzis (Ligue 1) : 0 - 2
- Stade sportif gafsien - Club sportif de Hammam Lif (Ligue 1) : 0 - 2
- Astre sportif d'Agareb - El Gawafel sportives de Gafsa (Ligue 1) : 0 - 5
- Astre sportif de Menzel Jemil - Union sportive monastirienne (Ligue 1) : 0 - 2
- Sporting Club de Moknine - Olympique de Béja (Ligue 1) : 0 - 3
- El Ahly Mateur - Étoile olympique La Goulette Kram (Ligue 1) : 0 - 2
- Étoile sportive de Béni Khalled (Ligue 1) - Avenir sportif de Gabès : 0 - 0 (3 - 4 t. a. b.)
- Jendouba Sports - Club sportif de Makthar : 4 - 0
- Olympique du Kef - Badr sportif d'El Aïn : 1 - 0
- Flèche sportive de Ras Jebel - Flèche sportive de Zéramdine : 2 - 0
- Jeunesse sportive kairouanaise - Stade gabésien : 3 - 1
- Union sportive de Ben Guerdane - Étoile sportive du Fahs : Forfait
- Stade sportif sfaxien - Stade soussien : 2 - 0
- Club olympique des transports - Kalâa Sport : 1 - 0
- Club sportif de Korba - Envoi sportif de Regueb : Forfait
- Association sportive de Djerba -  Espoir sportif de Jerba : 3 - 0
- Astre sportif de Zaouiet Sousse - Avenir sportif de Mohamedia : 0 - 1
- Espoir sportif de Hammam Sousse - Association sportive de l'Ariana : 2 - 0
- Gazelle sportive de Moularès - Avenir sportif d'Oued Ellil : 1 - 1 (5 - 4 t. a. b.)
- Étoile sportive de Radès - Club sportif de Hajeb El Ayoun : 1 - 0
- Club olympique de Médenine - Avenir sportif de Kasserine : 1 - 1 (2 - 3 t. a. b.)
- Union sportive de Bousalem - STIR sportive de Zarzouna' : 1 - 2' a. p.
- Croissant sportif de Redeyef - Union sportive de Sbeïtla : 0 - 2
- Stade sportif de Téboursouk -  Flambeau sportif d'Essouassi : 1 - 1 (5 - 6 t. a. b.)
- Sfax railway sport - Jeunesse sportive de Tebourba : 2 - 0

### Seizièmes de finale
Ce tour est disputé par 32 clubs : les six clubs les mieux classés de la Ligue 1 lors du championnat 2005-2006 et les 26 qualifiés du tour précédent.
| Date             | Équipe 1                       | Équipe 2                          | Score 90' | Score Prol. | Tirs au but |
| 11 décembre 2004 | Avenir sportif de Mohamedia    | Espérance sportive de Tunis       | 0 - 6     |             |             |
| 11 décembre 2004 | Stade tunisien                 | Club olympique des transports     | 0 - 0     | 0 - 0       | 5 - 4       |
| 11 décembre 2004 | Étoile sportive de Radès       | Avenir sportif de Kasserine       | 1 - 0     |             |             |
| 11 décembre 2004 | STIR sportive de Zarzouna      | Union sportive de Sbeïtla         | 3 - 0     |             |             |
| 11 décembre 2004 | Avenir sportif de La Marsa     | Club athlétique bizertin          | 1 - 2     |             |             |
| 11 décembre 2004 | Union sportive de Ben Guerdane | Étoile olympique La Goulette Kram | 1 - 1     | 1 - 1       | 4 - 1       |
| 11 décembre 2004 | Stade sportif sfaxien          | Espérance sportive de Zarzis      | 1 - 3     |             |             |
| 11 décembre 2004 | Jendouba Sports                | Club sportif de Korba             | 1 - 0     |             |             |
| 11 décembre 2004 | Club africain                  | Club sportif de Hammam Lif        | 3 - 1     |             |             |
| 11 décembre 2004 | Jeunesse sportive kairouanaise | Association sportive de Djerba    | 4 - 1     |             |             |
| 11 décembre 2004 | Avenir sportif de Gabès        | El Gawafel sportives de Gafsa     | 2 - 0     |             |             |
| 11 décembre 2004 | Club sportif sfaxien           | Union sportive monastirienne      |           | 1 - 0       |             |
| 11 décembre 2004 | Gazelle sportive de Moularès   | Espoir sportif de Hammam Sousse   | 2 - 1     |             |             |
| 11 décembre 2004 | Flambeau sportif d'Essouassi   | Sfax railway sport                | 0 - 0     | 0 - 0       | 4 - 3       |
| 11 décembre 2004 | Flèche sportive de Ras Jebel   | Olympique de Béja                 | 1 - 2     |             |             |
| 15 janvier 2005  | Olympique du Kef               | Étoile sportive du Sahel          | 1 - 3     |             |             |

### Huitièmes de finale
| Date            | Équipe 1                       | Équipe 2                     | Score 90' | Score Prol. | Tirs au but |
| 27 février 2005 | Flambeau sportif d'Essouassi   | Olympique de Béja            | 0 - 5     |             |             |
| 27 février 2005 | Gazelle sportive de Moularès   | Club sportif sfaxien         | 1 - 2     |             |             |
| 27 février 2005 | Union sportive de Ben Guerdane | Avenir sportif de Gabès      | 2 - 1     |             |             |
| 27 février 2005 | Étoile sportive du Sahel       | Espérance sportive de Tunis  | 0 - 0     | 0 - 0       | 3 - 4       |
| 27 février 2005 | Étoile sportive de Radès       | Espérance sportive de Zarzis | 1 - 2     |             |             |
| 27 février 2005 | Jendouba Sports                | Club africain                | 2 - 3     |             |             |
| 27 février 2005 | Club athlétique bizertin       | STIR sportive de Zarzouna    | 3 - 3     | 5 - 5       | 5 - 4       |
| 27 février 2005 | Jeunesse sportive kairouanaise | Stade tunisien               | 3 - 2     |             |             |

### Quarts de finale
| Date         | Équipe 1                       | Équipe 2                     | Score 90' | Score Prol. | Tirs au but |
| 30 mars 2005 | Club athlétique bizertin       | Espérance sportive de Zarzis | 0 - 0     | 0 - 0       | 9 - 10      |
| 30 mars 2005 | Olympique de Béja              | Club sportif sfaxien         | 1 - 0     |             |             |
| 30 mars 2005 | Jeunesse sportive kairouanaise | Club africain                | 1 - 2     |             |             |
| 30 mars 2005 | Union sportive de Ben Guerdane | Espérance sportive de Tunis  | 0 - 1     |             |             |

### Demi-finales
| Date          | Équipe 1                     | Équipe 2          | Score 90' | Score Prol. | Tirs au but |
| 30 avril 2005 | Espérance sportive de Zarzis | Olympique de Béja | 1 - 0     |             |             |
| 1er mai 2005  | Espérance sportive de Tunis  | Club africain     | 4 - 0     |             |             |

### Finale
| Date        | Équipe 1                     | Équipe 2                    | Score 90' | Score Prol. | Tirs au but |
| 22 mai 2005 | Espérance sportive de Zarzis | Espérance sportive de Tunis | 2 - 0     |             |             |

Le match est arbitré par Hichem Guirat, assisté de Jalel Boudaya et Sahbi Hadouaj. Aouaz Trabelsi est le quatrième arbitre.
Les deux buts de l'Espérance sportive de Zarzis sont marqués par Mohamed Ali Ghariani à la 64e minute et par Mohamed Bouzomita à la 90e minute.

## Meilleurs buteurs
Hamdi Harbaoui et Issam Jemâa de l'Espérance sportive de Tunis marquent chacun trois buts et sont les meilleurs buteurs de la compétition.